# Richmond Flyers
I Richmond Flyers furono una squadra britannica di hockey su ghiaccio fondata nel 1977 come London Phoenix Flyers, cambiando nome in Richmond Flyers nel 1980.
Giocarono nella Inter-City League fra il 1980 ed il 1982, nella British Hockey League fra il 1982 ed il 1989 ed infine nella English League fra il 1989 ed il 1991.
La società cessò di esistere nel 1992, quando il suo campo casalingo, il Richmond Ice Rink, fu demolito per permettere la costruzione di appartamenti di pregio con vista sul fiume Tamigi.